# 振鈴

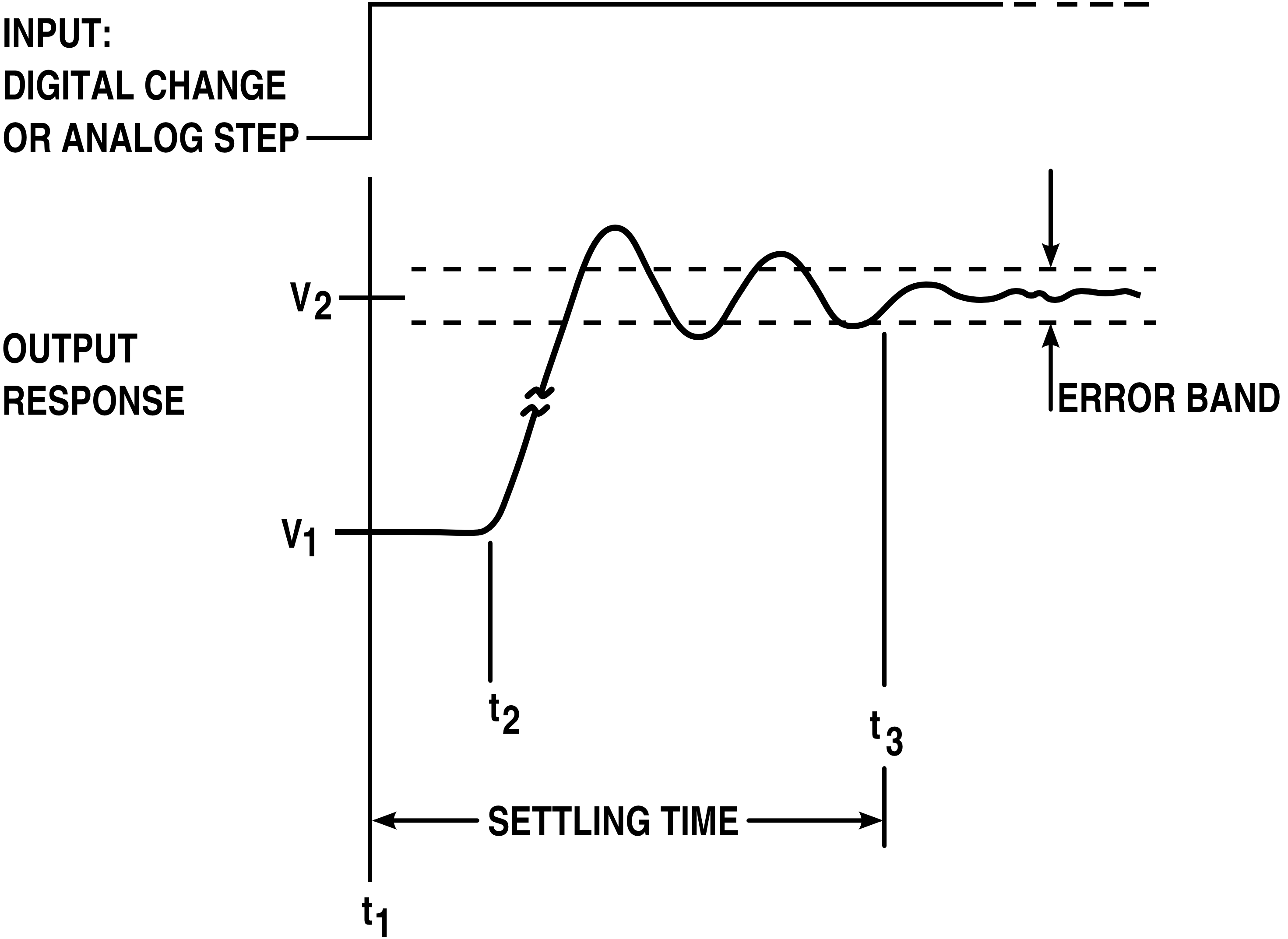
有關过冲、振鈴及安定時間之間的關係

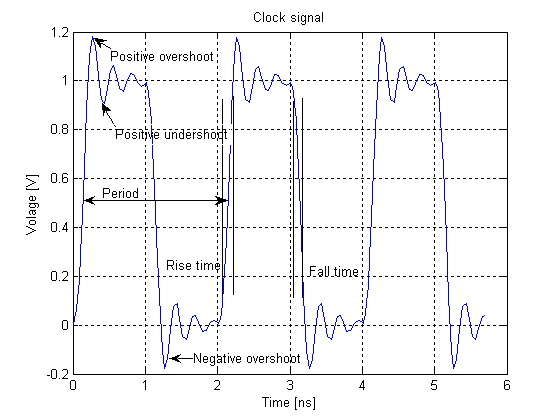
有振鈴現象的方波訊號

振鈴（Ringing）是電子學、信號處理中的名詞，是系統因輸入突然變化，產生的階躍響應信號中，不希望出現的振盪，和系統的过冲及欠沖有很大的關係，一般振鈴會在过冲之後出現，然後漸漸下降。像時脈方波訊號就常有振鈴問題。

## 電子學
在電子學中的振鈴是指在電壓或電流上不想要的振盪，可能是因為脈波造成電路中的寄生電容及寄生電感（不是在設計中加入的元件，因是因為電路中的材料或擺放位置而產生的副作用）在其特徵頻率共振所產生。振鈴也會在方波中出現，參照吉布斯现象。
振鈴會讓系統流入過多的電流，會產生額外的熱，一般會希望降到越低越好。振鈴會使系統較慢進入穩態，使安定時間變長，在數位電路中會造成双稳态元件的誤觸發，在通訊上會造成假解码；傳送端沒有發出信號，但接收端認為已有信號的情形。
振鈴也會因為信號反射而造成，可用阻抗匹配使振鈴降到最小。

## 影像相關電路
在影像相關電路中，振鈴會造成鬼影，也就是垂直的邊由亮點轉變為暗點，或是由暗點轉變為亮點。在CRT電視中，若要電子束由暗到亮或是由亮到暗，電子束不是快速變化，然後停在最後的狀態。而是會出現數次過沖或欠沖（undershoot）的情形。若是影像太過銳利，就可能會出現這種現象。

## 音響
音響系統中，音響擴大機可能會因為其設計而引入振鈴，不過音響系統的信號不太會有可以產生振鈴的快速變化訊號。
像麦克风及揚聲器也會產生振鈴。揚聲器上的機械振鈴是比較常見的，因為其中運動的物體更大，系統阻尼較小，不過除非一些極端的情形，不然很難識別出機械振鈴。
在數位音響訊號中，可能會因為像砖墙滤波器等濾波器造成振鈴，此處的振鈴在階躍前後都會出現。

## 外部連結
- Microphony with older video cameras （页面存档备份，存于）